# Jeney Zoltán (jégkorongozó)
Jeney Zoltán (Budapest, 1910. május 13. – Bécs, 1989. január 7.) magyar jégkorongozó, hátvéd.

## Pályafutása
A Budapesti Korcsolyázó Egylet tagjaként négyszer nyert magyar bajnokságot. Az 1933-ban, 1935-ben, 1937-ben főiskolai világbajnokságot nyert csapat tagja. A magyar válogatott tagjaként részt vett az 1930-as és 1931-es jégkorong-világbajnokságon, valamint az 1936-os téli olimpián.
A hazai jégkorongéletben betöltött szerepéért elismerésül 2011-ben posztumusz kitüntetésben részesítette a Magyar Jégkorong Szövetség.